# Lillian Worth
Lillian Worth, nata Lillian Murphy (New York, 24 giugno 1884 – Los Angeles, 23 febbraio 1952), è stata un'attrice statunitense che iniziò a lavorare nel cinema all'epoca del muto.

## Biografia
Figlia di John B. Murphy e di Katherine Stahler, Lillian Worth nacque a Brooklyn nel 1884. Il 3 marzo 1905 si sposò con Benjamin Platt Wiggins ma il matrimonio durò solo un paio d'anni. La coppia si separò, tentando di divorziare in seguito nel 1911 a Reno, riuscendovi poi nel 1914 a Los Angeles. L'attrice, che nel 1913 aveva iniziato la sua carriera cinematografica, si sposò una seconda volta nel gennaio 1914 con Erville Alderson, pure lui attore. Anche questo secondo matrimonio finì in un divorzio nel 1925.
Prima attrice della Pathé, lavorò prima presso gli studi di Edendale, in California, girando alcuni western. Andò poi a lavorare, sempre per la Pathé, sulla costa est, nel New Jersey e, quindi, nei nuovi studi di St. Augustine, in Florida. Nel maggio 1914, l'attrice si imbarcò alla volta dell'Europa, per andare in Francia, negli studi Pathé di Parigi. Due mesi più tardi, si recò a Londra, dove recitò in alcuni film della British and Colonial Kinematograph Company e della Motograph Film Company. In settembre, ritornò negli Stati Uniti, dove lavorò nel cinema fino al 1937.
Lillian Worth morì a Los Angeles il 23 febbraio 1952 all'età di 67 anni.

## Filmografia
- The Clutch of Conscience, regia di Fred E. Wright - cortometraggio (1913)
- The Escape, regia di Fred E. Wright - cortometraggio (1913)
- The Sheriff's Reward, regia di Fred E. Wright - cortometraggio (1913)
- The Engineer's Daughter, regia di Fred E. Wright (1913)
- What the Good Book Taught, regia di Fred E. Wright - cortometraggio (1913)
- The Trapper's Mistake, regia di Fred E. Wright - cortometraggio (1913)
- The Price of Jealousy, regia di Fred E. Wright - cortometraggio (1913)
- The Accidental Shot, regia di Fred E. Wright - cortometraggio (1913)
- Her Brave Rescuer, regia di Fred E. Wright - cortometraggio (1913)
- The Blind Gypsy, regia di Fred E. Wright - cortometraggio (1913)
- The Secret Treasure - cortometraggio (1913)
- Lillie's Nightmare, regia di Fred E. Wright - cortometraggio (1913)
- Race Memories, regia di Fred E. Wright - cortometraggio (1913)
- Where the Heart Calls, regia di Fred E. Wright - cortometraggio (1914)
- The Water Rats of London, regia di James Young Deer - cortometraggio (1914)
- The Pearl of the Punjab - cortometraggio (1914)
- When London Sleeps, regia di Ernest G. Batley (1914)
- Queen of the London Counterfeiters, regia di James Young Deer - cortometraggio (1914)
- Bungling Bunk's Bunco (1914)
- The Black Cross Gang, regia di James Young Deer - cortometraggio (1914)
- The World at War, regia di James Young Deer - cortometraggio (1914)
- Unfounded Jealousy - cortometraggio (1915)
- A Shattered Romance - cortometraggio (1915)
- Her Atonement (1915)
- The Fatal Fortune, regia di Donald MacKenzie, Frank Wunderlee (1919)
- In Search of a Sinner, regia di David Kirkland (1920)
- The Shadow of Rosalie Byrnes, regia di George Archainbaud (1920)
- The Girl with the Jazz Heart, regia di Lawrence C. Windom (1921)
- Wise Husbands, regia di Frank Reicher (1921)
- The Lady from Longacre, regia di George Marshall (1921)
- The Foolish Age, regia di William A. Seiter (1921)
- The Adventures of Tarzan, regia di Robert F. Hill e Scott Sidney (1921)
- Nobody's Darling, regia di Alfred J. Goulding - cortometraggio (1923)
- Paging a Wife, regia di Charles Lamont - cortometraggio (1925)
- Won by Law, regia di Edward Ludwig - cortometraggio (1925)
- Captain Suds, regia di Noel M. Smith - cortometraggio (1925)
- Raisin' Trouble
- Clara Cleans Her Teeth
- Rustlers' Ranch
- Controcorrente (Upstream), regia di John Ford (1927)
- Jane's Honeymoon
- On the Stroke of Twelve, regia di Charles J. Hunt (1927)
- I dannati dell'oceano (The Docks of New York), regia di Josef von Sternberg (1928)
- Stairs of Sand
- Studio Pests
- Dangerous Paradise
- Donne di altri uomini (Other Men's Women), regia di William A. Wellman (1931)
- The Fighting Sheriff
- Love Is a Racket, regia di William A. Wellman (1932)
- Springtime for Henry
- La donna che amo
- Jealousy
- Maybe It's Love, regia di William C. McGann (1935)
- Carnival, regia di Walter Lang (1935)
- Il ponte (Stranded), regia di Frank Borzage (1935)
- Stars Over Broadway, regia di William Keighley (1935)
- Difendo il mio amore (Private Number), regia di Roy Del Ruth (1936)
- L'angelo bianco (The White Angel), regia di William Dieterle (1936)
- La grande città (Big City), regia di Frank Borzage (1937)